# Decret de col·lectivització de les empreses industrials i comercials

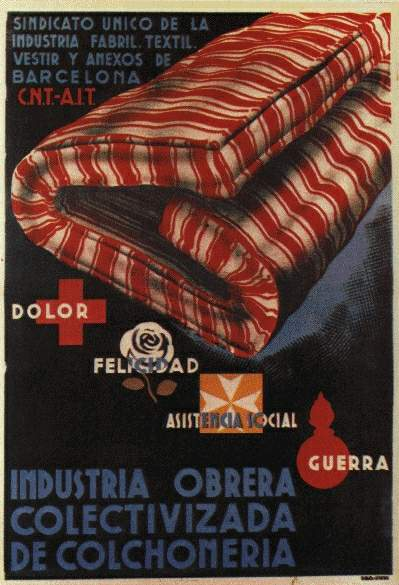
Cartell de la col·lectivització en el sector textil.

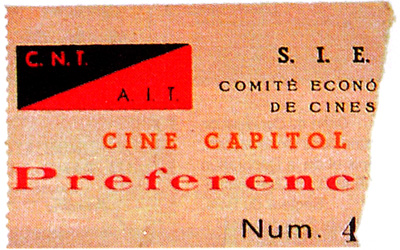
Tiquet d'entrada al cinema controlat per la CNT-FAI.

El Decret de col·lectivització de les empreses industrials i comercials del 24 d'octubre de 1936 va ser una mesura legislativa del govern de la Generalitat de Catalunya arran de l'inici de la guerra civil espanyola que va fixar les bases d'una socialització de l'economia per la qual els treballadors participaven directament de la gestió de les seves empreses i indirectament, de l'organisme regulador de l'activitat econòmica a través de l'elecció de delegats en el Consell d'Economia de Catalunya.

## Antecedents
El protagonisme de les organitzacions obreres en la desfeta de les aspiracions militars, farà que a partir de llavors es dugui a terme una profunda transformació social i econòmica liderada per treballadors i camperols de les respectives fàbriques i camps de conreu. Aquestes organitzacions tindran el poder que òrgans institucionals van perdre amb l'aixecament de l'exèrcit, ja que controlaven armes i gestionaven, per mitjà de la col·lectivització, gran quantitat de centres de producció. És en aquest context quan la Generalitat constituirà el Comitè Central de Milícies Antifeixistes que coordinarà els diferents Comitès de Milícies Antifeixistes (un a cada poble de Catalunya) per tal de defensar la República. En aquests comitès hi formaven part la CNT-FAI (Confederació Nacional del Treball - Federació Anarquista Ibèrica), Unió de Rabassaires i Altres Cultivadors del Camp de Catalunya, POUM (Partit Obrer d'Unificació Marxista), PSUC, Acció Catalana i ERC (Esquerra Republicana de Catalunya).
Es duen a terme llavors les col·lectivitzacions d'empreses a tot Catalunya conjuntament amb les agràries a Aragó. Serà de tal magnitud aquesta revolució que la Generalitat elabora el Pla de transformació socialista del país on es troba el Decret de Col·lectivitzacions.

## El decret
El decret de col·lectivitzacions i control obrer va ser un dels objectius del govern de la Generalitat de Catalunya arran de l'inici de la guerra civil espanyola que va fixar les bases d'una socialització de l'economia per la qual els treballadors participaven directament de la gestió de les seves empreses i, a més, indirectament, de l'organisme regulador de l'activitat econòmica a través de l'elecció de delegats en el Consell d'Economia de Catalunya.
Els criteris que va establir el decret van ser els següents:
- Les empreses que tenien més de 100 treballadors, les que estaven abandonades pels seus propietaris o aquelles els patrons de les quals haguessin estat declarats facciosos pels Tribunals Populars, havien de ser col·lectivitzades obligatòriament.
- Les empreses que comptaven entre 50 i 100 treballadors eren col·lectivitzades si almenys tres quartes parts dels treballadors ho acordaven.[2]
- Les empreses de menys de 50 obrers restaven sota el control del seu propietari, però eren fiscalitzades per un consell obrer amb un nombre de representants de cada sindicat proporcionals als seus afiliats. Recorden als  comitès d'empresa actuals. Els consells obrers vetllaven pel compliment de les condicions laborals acordades (control laboral), revisaven el flux de diners (control administratiu), i finalment també tenien per funció controlar i millorar la producció (control de producció).
- Les empreses que considerés la Conselleria d'Economia que convingués sostreure-les de l'acció de l'empresa privada.

Els més perjudicats van ser, sens dubte, els grans propietaris, mentre que els petits empresaris conservaren les seves fàbriques, per bé que controlades pels obrers. Els problemes que van tenir les indústries van ser els d'una economia de guerra: manca de primeres matèries que s'obtenien de l'Espanya en mans dels franquistes, escassetat de combustible, bloqueig a les exportacions i represàlies de companyies estrangeres que havien patit la col·lectivització de les seves empreses a Catalunya.

## Conseqüències
Els resultats de les col·lectivitzacions van ser irregulars: alguns sectors, com el metall i el químic, van actuar amb eficàcia, mentre que altres branques industrials van ensopegar a causa de l'intervencionisme dels consells obrers o la manca d'experiència dels seus gestors.
Al camp català, els pagesos propietaris van formar part de forma obligatòria de la Federació de Sindicats Agrícoles de Catalunya (FSAC) a la qual havien de vendre les seves collites, al preu indicat per la conselleria d'Agricultura, i a canvi la FSAC els proveïa, a preus raonables, dels productes de primera necessitat que havien de menester. Tanmateix, els pagesos només venien una part de la seva collita i l'altra la reservaven o la venien al mercat negre, on es pagaven millors preus a causa de l'escassetat que hi havia.
El nombre de col·lectivitzacions efectuades al camp fou relativament petit i en cap moment no alteraren l'estructura de la propietat.